# Richard Verderber
Richard Verderber (23 de enero de 1884-8 de septiembre de 1955) fue un deportista austríaco que compitió en esgrima, especialista en las modalidades de florete y sable. Participó en los Juegos Olímpicos de Estocolmo 1912, obteniendo dos medallas, plata en sable por equipos y bronce en florete individual.

## Palmarés internacional
| Juegos Olímpicos | Juegos Olímpicos   | Juegos Olímpicos  | Juegos Olímpicos   |
| Año              | Lugar              | Medalla           | Prueba             |
| ---------------- | ------------------ | ----------------- | ------------------ |
| 1912             | Estocolmo (Suecia) | Medalla de plata  | Sable por equipos  |
| 1912             | Estocolmo (Suecia) | Medalla de bronce | Florete individual |